# Uba Cabra
Uba Cabra é uma aldeia de São Tomé e Príncipe, localiza-se ao Norte, no distrito da Lobata, ilha de São Tomé, próxima às localidades de Aragão, Nova Cintra, Maianço, Mesquita e ao Rio Água Palito.